# Coupe du monde de ski de vitesse 2014
Navigation
Édition précédente Édition suivante
La coupe du monde de ski de vitesse 2014 démarre le 24 janvier 2014 à Vars (France) au 16 mars 2014 à Idre (Suède). La compétition est mise en place par la fédération internationale de ski où huit épreuves, masculines comme féminines, déterminent le vainqueur du globe de cristal (récompense décernée au vainqueur).

## Classement général
| Rang | Nom                  | Points |
| ---- | -------------------- | ------ |
| 1    | Klaus Schrottshammer | 590    |
| 2    | Ivan Origone         | 570    |
| 3    | Simone Origone       | 420    |
| 4    | Bastien Montes       | 274    |
| 5    | Christian Jansson    | 272    |
| 6    | Radek Čermák         | 230    |
| 7    | Daniel Andersson     | 206    |
| 8    | Jędrzej Dobrowolski  | 201    |
| 9    | Nikolay Pimkin       | 196    |
| 10   | Jimmy Montes         | 147    |

| Rang | Nom                    | Points |
| ---- | ---------------------- | ------ |
| 1    | Linda Baginski         | 620    |
| 2    | Valentina Greggio      | 515    |
| 3    | Karine Dubouchet Revol | 500    |
| 4    | Liss-Anne Pettersen    | 140    |
| 5    | Hanna Matslofva        | 130    |
| 6    | Tomoko Shimbo          | 100    |
| 7    | Britta Backlund        | 95     |

## Calendrier

### Hommes
| Date            | Lieu                       | Vainqueur            | Deuxième             | Troisième            |
| 25 janvier 2014 | Vars                       | Simone Origone       | Ivan Origone         | Philippe May         |
| 22 février 2014 | Pas de la Case/Grandvalira | Simone Origone       | Ivan Origone         | Klaus Schrottshammer |
| 23 février 2014 | Pas de la Case/Grandvalira | Ivan Origone         | Klaus Schrottshammer | Simone Origone       |
| 7 mars 2014     | Sun Peaks                  | Klaus Schrottshammer | Ivan Origone         | Simone Origone       |
| 8 mars 2014     | Sun Peaks                  | Ivan Origone         | Simone Origone       | Klaus Schrottshammer |
| 15 mars 2014    | Idre                       | Klaus Schrottshammer | Ivan Origone         | Simone Origone       |
| 16 mars 2014    | Idre                       | Klaus Schrottshammer | Bastien Montes       | Nikolay Pimkin       |

### Femmes
| Date            | Lieu                       | Vainqueur              | Deuxième               | Troisième              |
| 25 janvier 2014 | Vars                       | Valentina Greggio      | Linda Baginski         | Karine Dubouchet Revol |
| 22 février 2014 | Pas de la Case/Grandvalira | Valentina Greggio      | Linda Baginski         | Karine Dubouchet Revol |
| 23 février 2014 | Pas de la Case/Grandvalira | Valentina Greggio      | Linda Baginski         | Karine Dubouchet Revol |
| 7 mars 2014     | Sun Peaks                  | Linda Baginski         | Karine Dubouchet Revol | Valentina Greggio      |
| 8 mars 2014     | Sun Peaks                  | Linda Baginski         | Karine Dubouchet Revol | Valentina Greggio      |
| 15 mars 2014    | Idre                       | Karine Dubouchet Revol | Linda Baginski         | Liss-Anne Pettersen    |
| 16 mars 2014    | Idre                       | Linda Baginski         | Liss-Anne Pettersen    | Karine Dubouchet Revol |